# 云霄塔
云霄塔又稱天龍，是一种中止研发的无人驾驶的太空飞机，由英国反应引擎公司设计。云霄塔可以可在地面以上29公里飞行，凭借其5马赫的速度，可以在4小时内将旅客送至世界各地。这种飞机使用火箭引擎，以氢气为燃料，其引擎已经于2012年4月初步地面测试。云霄塔的起飞方式和普通喷气式飞机相同，其主要用途是发射卫星，不过也可搭载乘客，每次能送30到40名人进行太空旅行。

## 雙模式引擎

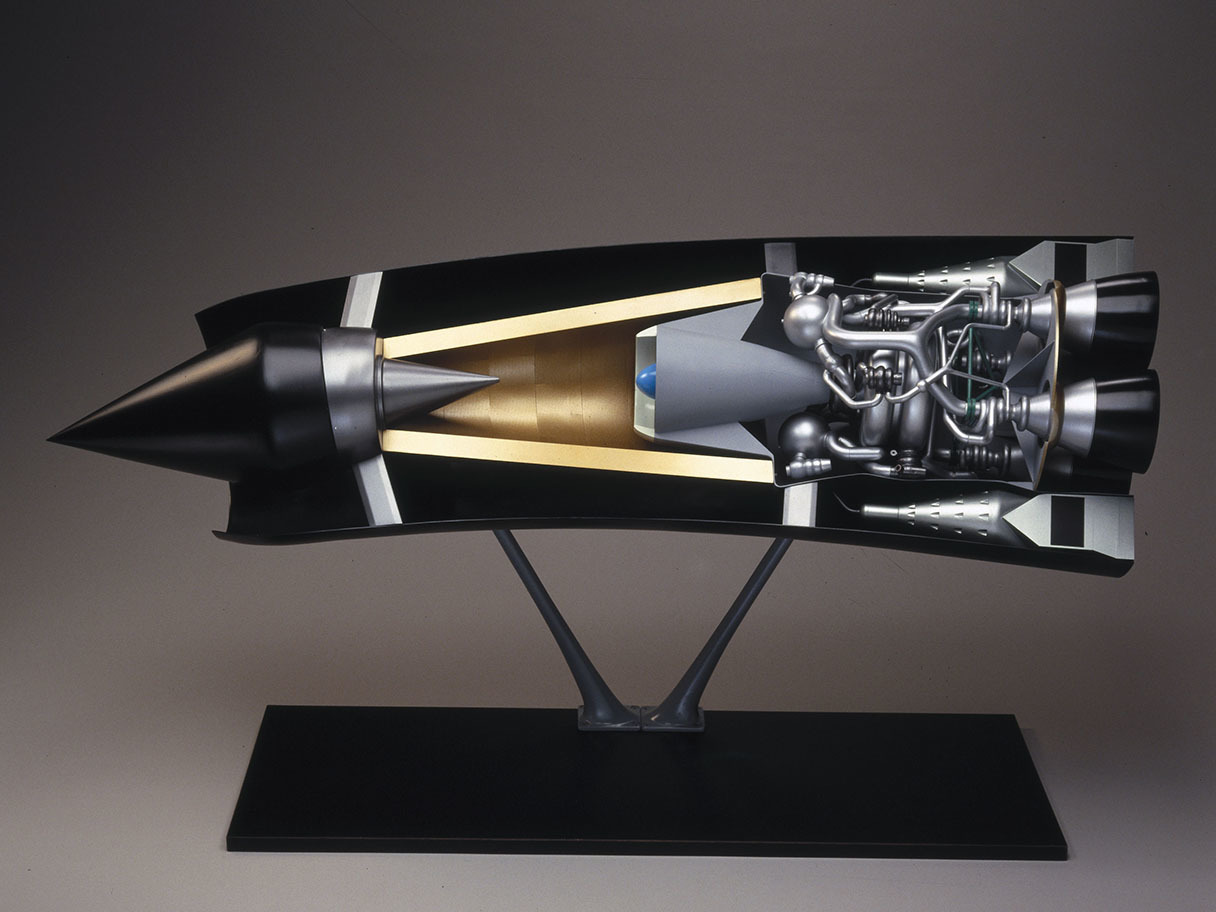
SABRE引擎

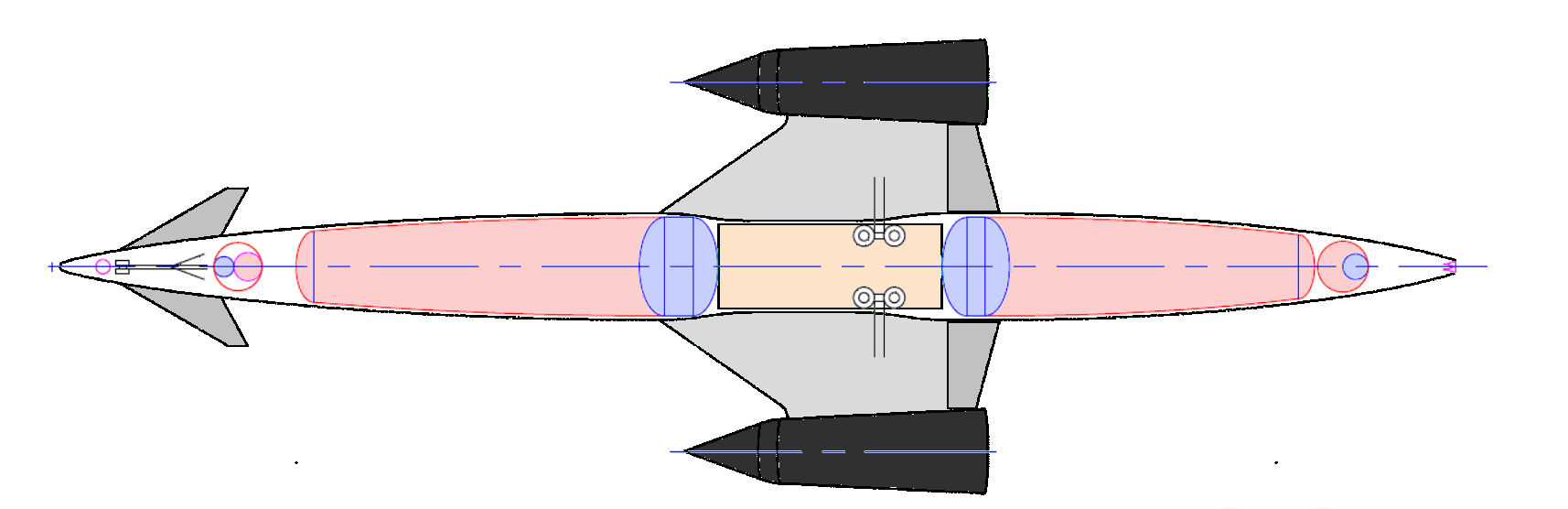
機身多數空間是紅色的燃料槽

云霄塔計劃的重點是在其SABRE吸氣式雙模式引擎，當它位於大氣層內，它能夠吸入空氣如同一具噴射機引擎，不過進入太空後就變成火箭引擎。在吸氣模式下，空氣被壓縮之前，會先透過一種革命性的熱交換預冷氣進行冷卻，然後較冷的空氣注入火箭引擎以便連同氫燃料一起燃燒。而在火箭模式下，氫與液態氧一同燃燒。該發動機的技術難題2014年後進入實作解決階段
- 第一難題是涉及這種革命性的熱交換預冷器，在這個計畫期間，REL公司一具試驗性預冷器將使用真實模組來建造，在英格蘭東南方Oxfordshire，Culham 的 B9 噴射引擎動力實驗場受測。
- 第二難題是燃燒室的冷卻，在此推進劑混合與燃燒產生約攝氏3000度的氣體會燒毀精密複雜的SABRE機件，德國的阿斯特里姆與 DLR 將進行這部分研發。
- 第三難題先進排氣噴嘴，該噴嘴必須適應從地面到太空所有大氣壓力環境，不能有過度熱脹冷縮現象影響性能，布里斯托大學負責此問題解決。[4]

由此可知云霄塔飛向太空的路途中還有眾多技術難題要克服，尤其是作為全機重複使用的目標來打造，表示全部的機件不只要成功飛上太空一次不能有任何故障，而且要能反覆使用許多次都不必更換昂貴零件，才有成本上打敗傳統火箭的意義。

## 技術規格
参考资料：the Skylon User Manual
基本信息
- 机组：無駕駛遠端地面控制
  - SPLM(Skylon Personnel/Logistics Module)模組時可容許人員駕駛.[5]:43
- 容量：無內建客艙，依靠模組加載
  - 24人於SPLM模組[5]:45
  - 30人於高運載模組Fuselage diameter: 6.3米（20.67英尺）

性能

## 連結
- 央視-组合动力飞行器（页面存档备份，存于）
- Reaction Engines Limited（页面存档备份，存于）
- Mark Hempsell from REL on The Space Show talking about Skylon
- World Tiles（页面存档备份，存于） Skylon model
- Liquid Air Cycle Engine (LACE) rocket equation reasonably well predicts the performance of Skylon（页面存档备份，存于）
- 云霄塔引擎概念（页面存档备份，存于）
- 英國水平起降計畫（页面存档备份，存于）
- Skylon Unmanned Reusable Cargo Spacecraft on aerospace-technology.com（页面存档备份，存于）